# El Mehdi Maouhoub
El Mehdi Maouhoub, född 5 juni 2003 i Casablanca, är en marockansk fotbollsspelare.

## Karriär
El Mehdi Maouhoub inledde sin esniorkarriär i Fath Union Sport år 2021. 2023 flyttade han till Raja CA och 2024 kontrakterades han av Dynamo Moskva. Han har representerat Marocko på flera ungdomsnivåer sedan 2019. Han ingick i det marockanska laget som vid olympiska sommarspelen 2024 i Paris tog brons efter att Marocko besegrat Egypten i bronsmatchen.